# Fortín General José Eduvigis Díaz
Fortín General José Eduvigis Díaz (más conocido como Fortín General Díaz) es una localidad paraguaya del departamento de Presidente Hayes, ubicada en el km 413 de la ruta PY12  y en el km 548 de la ruta PY05, a unos 440 km de Asunción.
Su centro urbano se encuentra en el límite mismo entre el Departamento de Presidente Hayes y el Departamento de Boquerón y a unos 47 km del límite fronterizo seco con Lamadrid, provincia de Formosa, Argentina.
Actualmente la localidad se encuentra escasamente poblada, contando con unos 500 habitantes aproximadamente y forma parte administrativamente del municipio de Teniente Esteban Martínez, ubicado a unos 120 kilómetros de distancia.
Alrededor de la localidad se forma una especie de delta con las aguas del Río Pilcomayo de donde nacen varios ríos más pequeños como el Verde, Montelindo, Negro y Confuso, los cuales tienen poco caudal, pero en épocas de crecidas siguen sus cursos normalmente hasta desembocar en el Río Paraguay.

## Historia
Desde 1905 Bolivia empezó a ocupar el Chaco Boreal, que en ese entonces estaba en disputa con Paraguay, creando pequeños fuertes militares conocidos como "fortines", por lo que Paraguay respondió también creando sus propios fortines en los años siguientes.
El 14 de septiembre de 1921 el Capitán Juan Bautista Ayala del ejército paraguayo salió desde la ciudad de Concepción y realizó una misión de exploración en esta zona del Chaco (entre los actuales Fortín General Díaz y Fortín Ávalos Sánchez).
El 15 de agosto de 1923 los bolivianos fundaron el Fortín Mariano Muñoz, el cual fue capturado el 19 de diciembre de 1933 por los paraguayos, que lo renombraron como Fortín General José Eduvigis Díaz, todo esto dentro del contexto de la Guerra del Chaco (1932 - 1935).
Una vez finalizada la guerra, en 1938 se firmó el Tratado de paz, amistad y límites entre Paraguay y Bolivia, y toda la zona de Fortín General Díaz quedó definitivamente dentro del territorio paraguayo.
Desde el 12 de septiembre de 2009 pertenece administrativamente al municipio de Teniente Esteban Martínez.

## Toponimia
Recibe su nombre en honor a José Eduvigis Díaz, destacado general y táctico paraguayo, que combatió en la Guerra de la Triple Alianza, destacándose su participación y liderazgo en batallas como: Corrales, Estero Bellaco, Boquerón del Sauce, Tuyutí, Curupaytí, entre otras. Falleció el 7 de febrero de 1867 debido a una grave herida que recibió en la pierna y es considerado como un héroe por el pueblo paraguayo, siendo uno de los personajes más importantes y recordados del conflicto, solo por detrás del Mariscal Francisco Solano López.

## Geografía
Fortín General Díaz se ubica en el kilómetro 413 de la ruta PY12 y en el km 548 de la ruta PY05. Al oeste limita con Misión San José del Estero, al noroeste y norte con Virgen de Fátima, al noreste con la extensa zona rural de Mariscal Estigarribia, y al este y sureste con la zona rural de Campo Aceval. Al sur con La Verde, y al suroeste con Misión San Leonardo y también con la localidad argentina de Lamadrid, respectivamente.

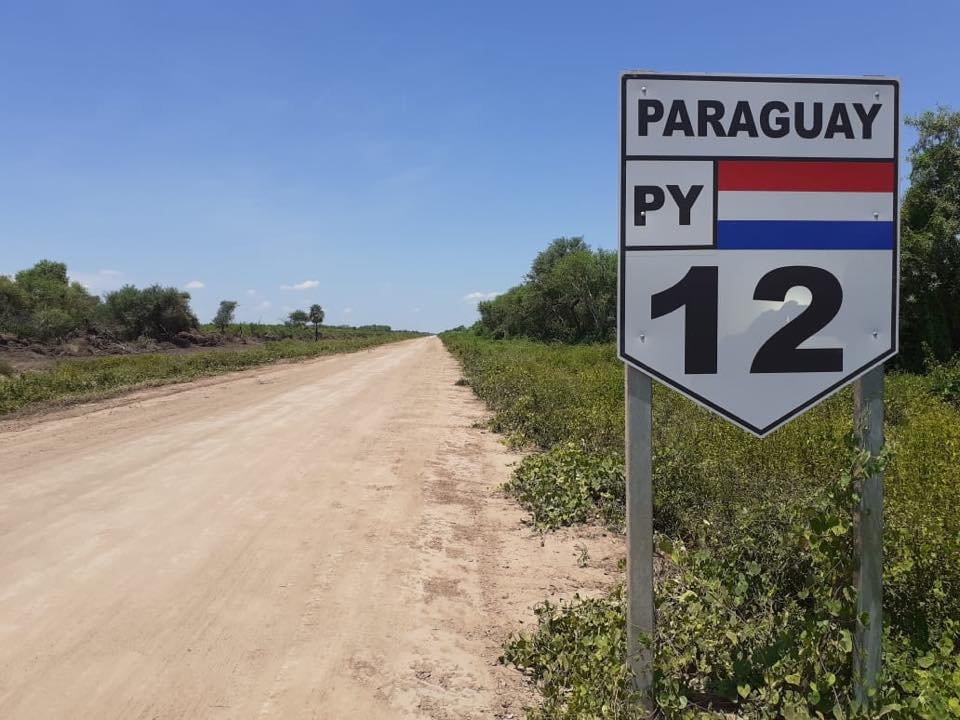
Ruta PY12 en cercanías de Fortín General Díaz.

| Noroeste: Virgen de Fátima             | Norte: Virgen de Fátima | Nordeste: Mariscal Estigarribia |
| Oeste: Misión San José del Estero      |                         | Este: Campo Aceval              |
| Suroeste: Misión San Leonardo Lamadrid | Sur: La Verde           | Sureste: Campo Aceval           |

## Clima

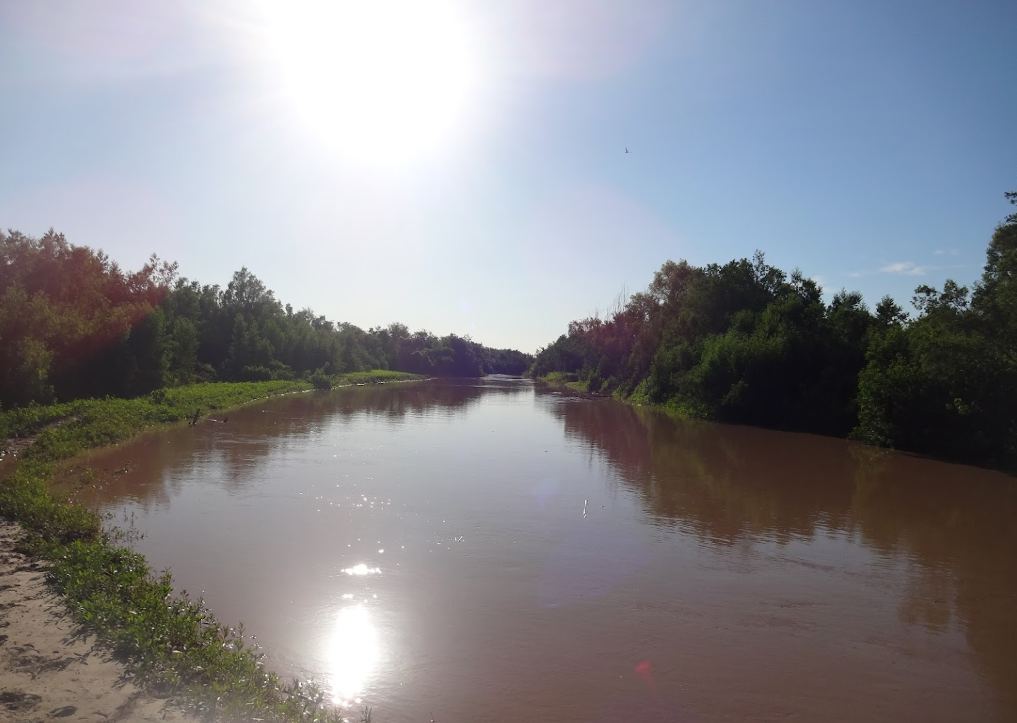
Río Pilcomayo a su paso por Fortín General Díaz.

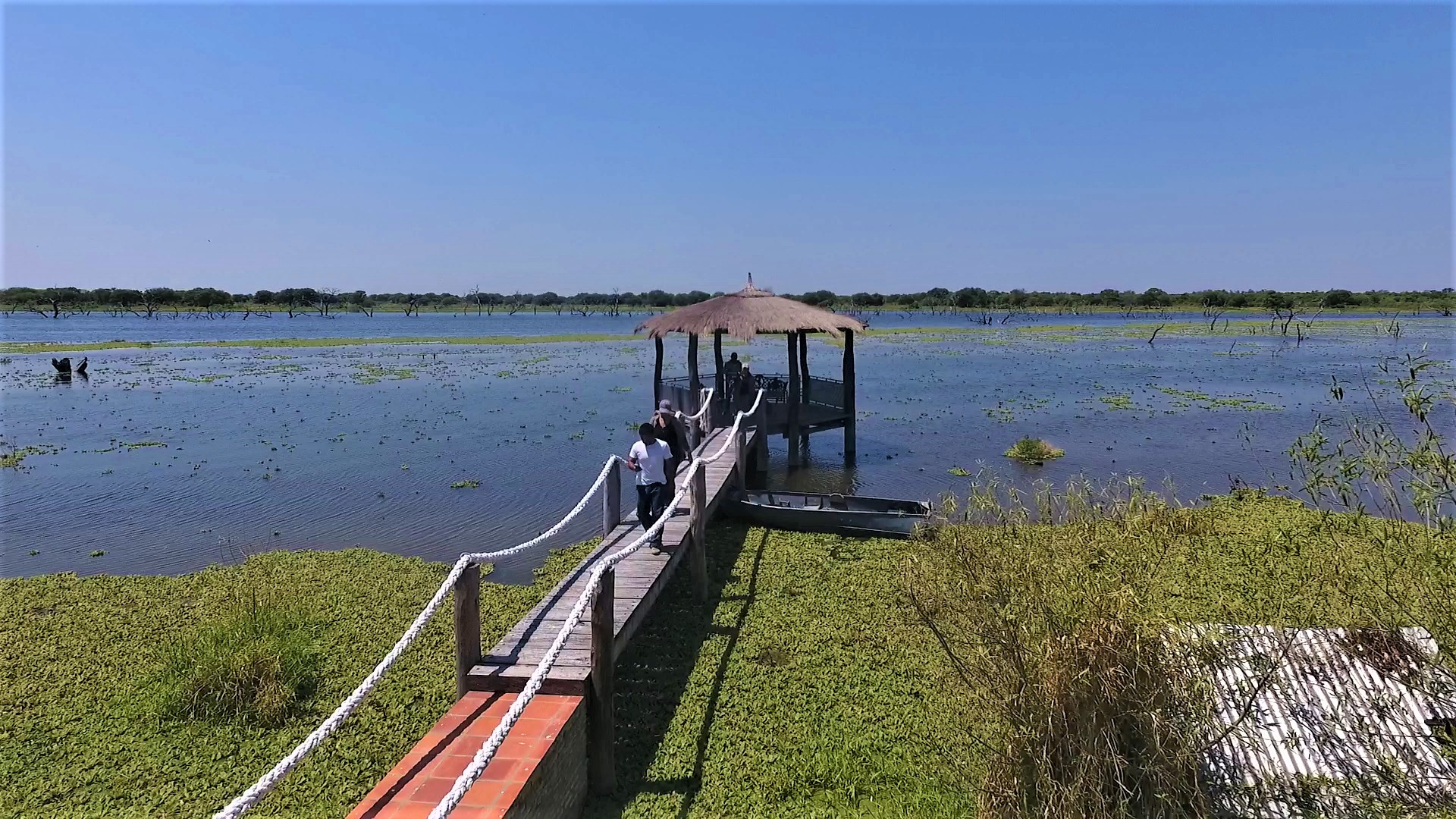
Muelle turístico en un estero formado por las aguas del Río Pilcomayo.

El clima de Fortín General Díaz se clasifica como semiárido cálido según el sistema Köppen, uno de los climas más hostiles de Paraguay, presentando temperaturas extremas que llegan hasta los 46 °C a la sombra en verano y en invierno mínimas de hasta -7 °C. Los veranos suelen ser húmedos y con pequeñas lluvias, mientras que los inviernos suelen ser extremadamente secos, surgiendo debido a esto algunos incendios forestales con cierta frecuencia.

## Infraestructura
Actualmente la infraestructura de la zona es deficiente, pero se está desarrollando poco a poco gracias al auge del turismo histórico y de pesca y también debido al mejoramiento de caminos y puentes por parte del gobierno paraguayo.

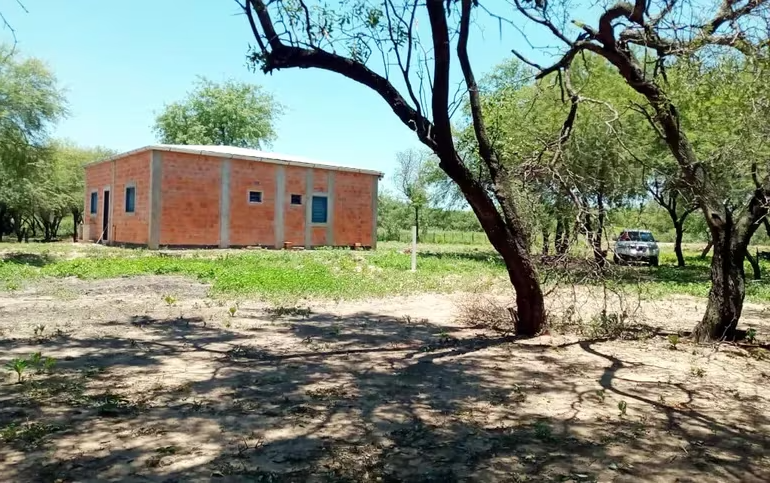
Puesto de salud de la localidad.

La localidad cuenta con algunas instituciones públicas como un registro civil, escuelas y un puesto de salud. También cuenta con algunos negocios privados que satisfacen las necesidades de los habitantes y de los visitantes, como hoteles, alojamientos, estaciones de servicio, minimercados, etc.